# Csurgó
Csurgó est une ville et une commune du comitat de Somogy en Hongrie.

## Sport
Le club de handball de la ville, le Csurgói KK, évolue en championnat de Hongrie depuis la saison 2008-09. Il a participé à plusieurs Coupes d'Europe en Coupe de l'EHF.